# سيان كان
سيان كان (Sian Ka'an) هو احتياطي المحيط الحيوي في بلدية تولوم (municipality of Tulum) في الولاية المكسيكية كينتانا رو . وقد تم إنشاؤه في عام 1986 وأصبح واحدًا من مواقع التراث العالمي وفقًا لليونسكو في عام 1987.
وقد أدت مشاركة العلماء، والفنيين، والطلبة، والصيادين، والمزارعين، والمتعهدين والمديرين الريفيين، بالإضافة إلى الشركاء الإقليميين والدوليين، إلى القيام بأكثر من 200 مشروع صيانة يقوم تنفيذها على أساس المعلومات العلمية والتقنية اللازمة من أجل التخطيط للسياسات البيئية وتنفيذها، واقتراح حلول قابلة للتطبيق فيما يخص الاستخدام المحتمل للموارد الطبيعية، وتركيز الجهود الموجهة إلى ثمانِ مناطق طبيعية محمية تتضمن شعاب بانكو شينشورو ، وزالاك في جنوب كينتانا رو، واحتياطي المحيط الحيوي لسيان كان، وكانكون، وجزيرة كوزوميل التي تقع أمام زاريت، وجزيرة كونتوي في أعالي الشمال، بمساحة 780,000 فدان (3,200 كم). تقع تلك المناطق في أجزاء من البلديات الساحلية السبع الموجودة في الولاية والتي تطل على البحر الكاريبي ، ويقع الجزء الأكبر منها في شرق بلدية فيليب كاريللو بيرتو ، حيث تقع الأغلبية العظمى للاحتياطي الحيوي لسيان كان.
ويوجد جزءٌ من الاحتياطي في الأرض والجزء الآخر في البحر الكاريبي، ويتضمن قطاعًا من الشعاب المرجانية. وتبلغ مساحة الاحتياطي 5280 كيلومترًا مربعًا.[بحاجة لمصدر]
كما يتضمن الاحتياطي حوالي ثلاث وعشرين منطقة أثرية معروفة تتبع حضارة مايا بما في ذلك موييل.
وتشمل أهداف مشروع أميجوس دو سيان كان تحقيق الذاتية، والحماية، وإدارة المناطق الإضافية التي تمتلك قيمة عالية من التنوع الحيوي، بالإضافة إلى المناطق الأخرى الضرورية للحفاظ على دورات الحياة للأنواع المتنقلة المعرضة للخطر والمهددة في ريفيرا مايا، وتوفير تعليم بيئي من خلال الكتب، والصحف، والكتيبات، وتقديم المساعدة والتدريب التقنيين لمجتمعات مايا التي تعمل في السياحة البيئية.

## وصلات خارجية
- Ecocolors Sian Ka'an Tours' Ecotours in the Biosphere Reserve
- Amigos de Sian Ka'an/Friends of Sian Ka'an (bilingual) conservation group
- Centro Ecologico Sian Ka'an in English and Spanish
- Photos Sian Ka'an at Pasaporteblog.com (بالإسبانية)
- Sian Ka'an Biosphere reserve